# Alexis Malone
Alexis Malone, född 29 juni 1979 i Pittsburgh, Pennsylvania, är en amerikansk porrskådespelerska. Hon inträdde i porrindustrin år 2002 och har sedan dess framträtt i 123 pornografiska filmer.
Hon nominerades för bästa striptease, i Strip Tease Then Fuck 4, vid AVN Award 2005.